# 30 Herculis
g Herculis
Désignations
30 Herculis (en abrégé 30 Her) est une étoile binaire de la constellation boréale d'Hercule. Elle porte également la désignation de Bayer de g Herculis, 30 Herculis étant sa désignation de Flamsteed. C'est aussi une étoile variable qui est faiblement visible à l'œil nu. Le système présente une parallaxe annuelle de 9,21 mas mesurée par le satellite Hipparcos, ce qui permet d'en déduire qu'il est distant d'environ ∼ 354 a.l. (∼ 109 pc) de la Terre. Il s'éloigne quelque peu du Système solaire, à une vitesse radiale de +1,5 km/s.
30 Herculis est une binaire spectroscopique à raies simples avec une période orbitale de 843,7 jours (2,31 ans) et une excentricité orbitale de 0,37. Sa composante visible est une étoile géante rouge située dans la branche asymptotique des géantes et de type spectral M6− III. Le General Catalogue of Variable Stars la classe comme une variable semi-régulière de sous-type SRb dont la magnitude apparente varie entre 4,3 et 6,3 et selon une période de 89,2 jours. L'AAVSO, compilant des données issues de diverses sources, restreint plutôt la plage de variation entre les magnitudes 4,3 et 5,5. Une analyse détaillée de la vitesse radiale de l'étoile montre des périodes cycliques de variations de 62,3, 89,5 et 888,9 jours. Elle est entourée par une coquille de poussières circumstellaire qui semble principalement composée d'oxydes de fer, de magnésium et d'aluminium, plutôt que de silicates.